# Organismo Supervisor de la Inversión en Energía y Minería
El Organismo Supervisor de la Inversión en Energía y Minería (Osinergmin [en algunas ocasiones mal pronunciada Osinergmín]) es una institución pública adscrita a la Presidencia del Consejo de Ministros del Perú y está encargada de supervisar que las empresas eléctricas, las de combustibles y las del régimen general de Minería del Perú cumplan las normas legales de las actividades que desarrollan. Fue reconocida por ser la primera institución pública peruana en ganar la Medalla de Plata del Premio Iberoamericano de la Calidad 2011.

## Creación
Se creó el 31 de diciembre de 1996, mediante la Ley N° 26734, bajo el nombre de Osinerg. Inició el ejercicio de sus funciones el 15 de octubre de 1997, supervisando que las empresas eléctricas y de hidrocarburos brinden un servicio permanente, seguro y de calidad. A partir del año 2007, la Ley N° 28964 le amplió su campo de trabajo al subsector minería y pasó a denominarse Osinergmin. Por esta razón, también supervisa que las empresas mineras cumplan con sus actividades de manera segura y saludable.

## Funciones
- Supervisar y fiscalizar, las actividades de la Minería del régimen general, concerniente a seguridad de la infraestructura.[4]
- Supervisar que las empresas eléctricas del Perú brinden sus servicios de manera segura y confiable.
- Combatir la informalidad en la venta de combustibles y supervisar que en los lotes petroleros, refinerías, cisternas, grifos y locales de venta de gas
- Establecer las tarifas de la electricidad y del transporte del gas natural.
- Resolver en segunda instancia los reclamos de los usuarios de la electricidad y el gas natural.

## Estructura
- Consejo Directivo
- Gerencia General
  - Gerencia de Administración y Finanzas
  - Gerencia de Asesoría Jurídica
  - Gerencia de Recursos Humanos
  - Gerencia de Planeamiento, Presupuesto y Modernización
  - Gerencia de Sistemas y Tecnologías de la Información
  - Gerencia de Políticas y Análisis Económico

## Presidentes

### OSINERG
- Guillermo Thornberry Villarán (1997-2000)
- Amadeo Prado Benítez (2001-2002)
- Alfredo Dammert Lira (2002-2007)

### OSINERGMIN
- Alfredo Dammert Lira (2007-2012)
- Jesús Tamayo Pacheco (2012-2017)
- Daniel Schmerler Vainstein (2017-2020)
- Jaime Raúl Mendoza Gacon (2020-2022)
- Omar Franco Chambergo Rodríguez (2022 a la fecha)